# Puente de Gálata
El puente de Gálata (en turco: Galata Köprüsü) es un puente de Estambul (Turquía), que atraviesa el estuario o brazo de mar conocido como el Cuerno de Oro.
El puente de Gálata actual fue construido por la compañía turca STFA, muy próximo al lugar donde anteriormente existía un antiguo puente, entre Karaköy y Eminönü; se concluyó en diciembre de 1994. El puente tiene una longitud total de 490 m, un tramo levadizo (móvil) con una luz de 80 m, 42 m de anchura, e incluye tres carriles para vehículos y una pasarela peatonal en cada dirección.
- Datos: Q81523
- Multimedia: Galata Bridge / Q81523